# Löwentaler

Löwentaler, 1576

Der Löwentaler (niederld. Leeuwendaalder) ist eine vom 16. bis ins 18. Jahrhundert gebräuchliche Silbermünze, die 1575 erstmals in der niederländischen Provinz Holland, später in allen Provinzen, die sich zur Union von Utrecht zusammenschlossen, geprägt wurde. Sie zeigt auf der Vorderseite einen Ritter und das Wappen der Provinz, in der die Münze geprägt wurde, und auf der Rückseite einen Löwen. Bei einem Feingehalt von 750 ‰ wog sie 27,68 g. Ihr Wert wurde auf 32 Stuiver (1 3/5 Gulden) festgesetzt, obwohl ihr Wert nur bei 29 Stuiver lag. Die übrigen 3 Stuiver sollten der Finanzierung des Niederländischen Befreiungskrieges verwendet werden.
Weite Verbreitung erlangte der Löwentaler durch den niederländischen Levantehandel im Nahen Osten, wo er Abu Kelb (Vater des Hundes) genannt wurde, aber auch im östlichen Europa, wo im 17. Jahrhundert Danziger Kaufleute gezwungen wurden, den Löwentaler an Stelle besserer Münzen wie Taler oder Dukaten anzunehmen. Typisch für die Kipper- und Wipperzeit war die Nachahmung dieser Münze in Italien und Deutschland, nicht selten mit vermindertem Silbergehalt. Sein geringer Silbergehalt bei zunehmendem Umlauf von verschlechterten Nachprägungen führte schließlich zur Ablösung des Löwentalers als Handelsmünze durch Piaster und Maria-Theresien-Taler.

## Salzburger Löwentaler
Bei den sogenannten Salzburger Löwentalern handelt es sich um eine extreme numismatische Rarität. Nach dem Rübentaler die bekannteste und berühmteste Seltenheit im Bereich der Münzen. Der letzte Salzburger Fürsterzbischof Hieronymus Graf von Colloredo (1772–1803) gab 1790 bei Franz Matzenkopf die Stempel für neue Münze  in Auftrag. Die für das Fürsterzbistum neue und ungewöhnliche Gestaltung des Revers mit zwei Löwen als Schildhalter rief sofort den Einspruch des bayrischen Kurfürsten hervor, da die zeitgleichen bayrischen Münzen eine ähnliche Reversgestaltung hatten. Neben der Verwechslungsgefahr empfand es der Kurfürst als Anmaßung, dass ein geistlicher Fürst Löwen als Schildhalter benutzte, da dies eigentlich als Symbol weltlicher Herrscher galt. Insgesamt wurden 200 Stück geprägt und teilweise ausgegeben. Nachdem auch der Kaiser dem bayrischen Einspruch recht gab, musste Colloredo seine Münzen wieder einziehen lassen. Bis auf sieben Stück wurden alle wieder eingeschmolzen. Von diesen sieben dem Schmelztiegel entronnenen Stücken sind heute noch fünf Exemplare nachweisbar, wovon lediglich zwei im Handel bekannt sind, die übrigen befinden sich in Museen und Sammlungen. Nach über 100 Jahren wurde zuletzt beim Auktionshaus H. D. Rauch GmbH in Wien im September 2010 ein derartiges Stück angeboten.